# پویایی‌شناسی جمعیت

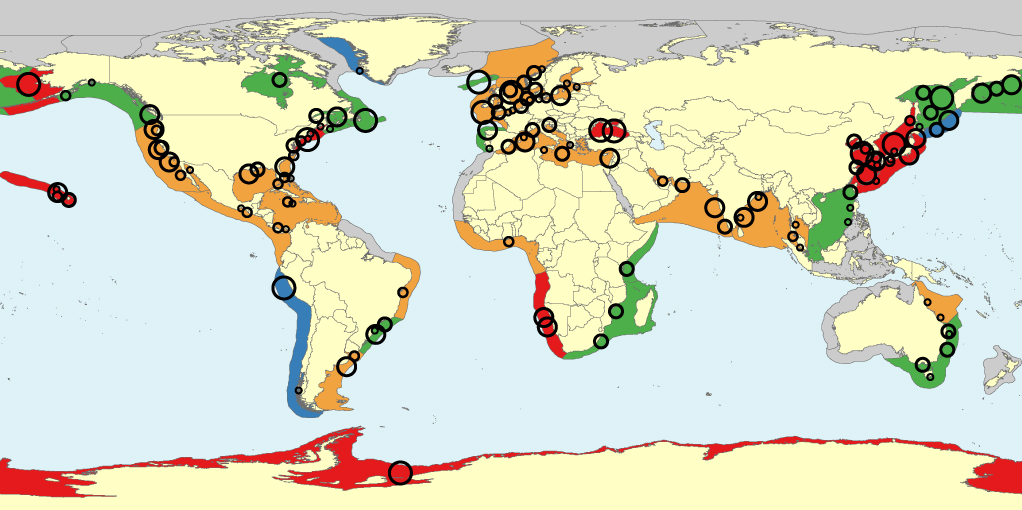
نقشهٔ روند جمعیت گونه‌های بومی و مهاجم عروس دریایی
افزایش (با اطمینان بالا)
افزایش (با اطمینان پایین)
ثابت/در حال تغییر
کاهش
اطلاعات موجود نیست

پویایی‌شناسی جمعیت شاخه‌ای از علوم زیستی است که تغییرات کوتاه‌مدت و بلندمدت را در اندازه و سن ترکیب جمعیتها و فرایندهای زیست‌شناسی و محیطی مؤثر بر تغییرات جمعیت را بررسی می‌کند. پویایی‌شناسی جمعیت با عواملی که بر جمعیت تأثیرگذارند (مانند میزان زاد و ولد، میزان مرگ‌ومیر و مهاجرت) و موضوع‌های مطالعاتی جمعیت (مانند جمعیت‌های سالخورده یا کاهش جمعیت) سروکار دارد.
یکی از مدل‌های رایج ریاضی برای پویایی‌شناسی جمعیت مدل رشد نمایی است. با مدل نمایی، میزان تغییرات هر جمعیت خاص، متناسب با جمعیت موجود در حال حاضر است. یک فرمول بندی مدل عمومی‌تر توسط اف جی ریچاردز در سال ۱۹۵۹ پیشنهاد گردید که بعدا توسط سیمون هاپکینز گسترش یافت، که در آن مدل‌های گومپرتز، ورهولست و همچنین لودویگ ون برتلنفی به عنوان موارد خاص فرمول بندی عمومی پوشش داده می شوند.
معادله لوتکا-ولتررا یک مثال مشهور دیگر است. همچنین معادلات جایگزین مربوطه به اردیتی - گینزبرگ.

## اطلاعات بیشتر
- Henderson, Kirsten, and Michel Loreau. "An ecological theory of* changing human population dynamics." People and Nature 1.1 (2019): 31-43.